# ジャック・R・ハワード
ジャック・R・ハワード（Jack R. Howard、1910年8月31日 – 1998年3月22日）は、アメリカ合衆国の放送事業の経営者。1953年から1976年までE・W・スクリップス・カンパニーの社長を務めた。
後にUPI通信社となるユナイテッド・プレス (UP) を創業したロイ・W・ハワードの息子として、マンハッタンに生まれた彼は、フィリップス・エクセター・アカデミーに学び、1932年にイェール大学を卒業した。その後数年間は、新聞記者として働き、日本や満州国に特派されたりもしたが、その後は放送業界に入り、1937年以降、1976年に引退するまで、はクリップス・ハワード系の放送事業を取り仕切った。1940年には、当時スクリップス・ハワード・ニュースペーパーズ (Scripps-Howard Newspapers) を率いていた父を説得し、破綻しかけていたデンバーの『ロッキー・マウンテン・ニュース (Rocky Mountain News)』紙を廃刊から救い、また、アメリカ海軍の一員として従軍した第二次世界大戦では、フィリピン戦線のレイテ島上陸やリンガエン湾上陸に参加した。
『ニューヨーク・タイムズ』紙によれば、「彼のキャリアは、自分の道を拓き、父親がその確立に寄与した事業を生まれたばかりの放送の分野へと導こうという決意によって、節目を迎えた」とされる。スクリップス・ハワード系の放送事業は、ラジオ局2局から、彼が経営に当たった間にテレビ6局、ラジオ3局へと成長した
オクラホマ州タルサにあったスクリップス所有のNBC系列のテレビ局 KTEW-TV は、1980年7月14日にハワードを讃えて呼出符号を変更し、KJRH-TV となった。
ハワードは、スクリップス・ハワード財団の創設にも貢献し、設立時の1962年から最初の5年間にわたって代表を務めた。また、1965年から1955年にかけては、米州新聞協会 (SIP/IAPA) の会長を務めた。
ハワードは、1998年3月22日に死去し、スクリップス・ハワード財団に700万ドルを遺贈した。